# Мађарска на Летњим олимпијским играма 1904.
Мађарска је учествовала на Летњим олимпијским играма одржаним 1904. године у Сент Луису, САД. Тадашњи резултати Аустрије и Мађарске су држани одвојено иако су те две нације биле у заједничкој Аустроугарској држави.
Из Мађарске је на овим олимпијским играма учествовало укупно четири такмичара у два различита спорта. Ових четири такмичара је учествовало у 9 различитих дисциплина и освојили су две златне, једну сребрну и једну бронзану медаљу. Тачније све ове медаље су освојили два такмичара и то све у пливању, Золтан Халмаи две златне и Геза Киш сребрну и бронзану медаљу.

## Освајачи медаља
Мађарска је завршила у укупном скору као пета нација по броју медаља са две златне од укупно четири освојене медаље.

### Злато
- Золтан Халмаи – Пливање, 50 јарди слободни стил, мушки
- Золтан Халмаи – Пливање, 100 јарди слободни стил, мушки

### Сребро
- Геза Киш – Пливање, 1 миља слободни стил, мушки

### Бронза
- Геза Киш – Пливање, 880 јарди слободни стил, мушки

## Резултати по дисциплинама

### Атлетика
| Дисциплина | Позиција | Атлетичар | Група                    | Репасаж              | Финале               |
| ---------- | -------- | --------- | ------------------------ | -------------------- | -------------------- |
|            |          |           |                          |                      |                      |
| 60 m       | 9-12     | Бела Мезе | Непознато 4, 3 кв. група | Није се квалификовао | Није се квалификовао |
|            |          |           |                          |                      |                      |

| Дисциплина | Позиција | Атлетичар | Група                    | Финале               |
| ---------- | -------- | --------- | ------------------------ | -------------------- |
|            |          |           |                          |                      |
| 100 m      | 7-11     | Бела Мезе | Непознато 3, 1 кв. група | Није се квалификовао |
|            |          |           |                          |                      |

| Дисциплина         | Позиција | Атлетичар   | Финале    |
| ------------------ | -------- | ----------- | --------- |
|                    |          |             |           |
| Скок удаљ          | 7-10     | Бела Мезе   | Непознато |
|                    |          |             |           |
| Скок увис          | 4        | Лајош Генци | 1.75 m    |
|                    |          |             |           |
| Скок увис из места | 5        | Лајош Генци | 1.35 m    |
|                    |          |             |           |

### Пливање
Мађарска је наставила са успешним учешћем у пливању на Олимпијским играма. После две освојене медаље на Олимпијским играма 1886. и тро на Олимпијским играма 1900., Мађарска је на овим играма освојила још две златне по једну сребрну и бронзану медаљу.
| Дисциплина | Позиција | Пливач        | Група             | Финале      |
| ---------- | -------- | ------------- | ----------------- | ----------- |
|            |          |               |                   |             |
| 50 јарди   | 1        | Золтан Халмаи | 29.6 s 1, група 1 | 28.2 s 28.0 |
|            |          |               |                   |             |
| 100 јарди  | 1        | Золтан Халмаи | 1:06.2 1, група 1 | 1:02.8      |
|            |          |               |                   |             |

| Дисциплина | Позиција | Пливач   | Финале    |
| ---------- | -------- | -------- | --------- |
|            |          |          |           |
| 880 јарди  | 3        | Геза Киш | Непознато |
|            |          |          |           |
| 1 миља     | 2        | Геза Киш | 28:28.2   |
|            |          |          |           |